# Estación de Cantanhede
La Estación ferroviaria de Cantanhede, igualmente denominada como Estación de Cantanhede, es una plataforma del Ramal de Figueira da Foz, que se sitúa junto a la ciudad de Cantanhede, en el distrito de Coímbra, en Portugal.

## Características

### Descripción física
En enero de 2011, tenía dos vías de circulación, con 200 y 201 metros de longitud; las plataformas tenían todas 84 metros de extensión, y 35 centímetros de altura.

## Historia

### Inauguración
La estación se inserta en el Ramal de Figueira da Foz, que fue inaugurado el 3 de agosto de 1882, como parte de la línea de Beira Alta.

### sigloXX
Esta estación sufrió grandes obras de reparación en 1933, siendo sustituidos los detalles exteriores y la pintura.

### Cierre
La circulación en el ramal de Figueira da Foz fue suspendida en enero de 2009, por motivos de seguridad; la operadora Comboios de Portugal aseguraba, el 31 de marzo de 2010, un conjunto de servicios alternativos, prestados por autobuses, en todo el ramal, que también servían a esta estación.